# Sally Brown
Sally Brown è uno dei personaggi del fumetto Peanuts di Charles M. Schulz, sorella minore di Charlie Brown.

## Caratteristiche
Animata da un candore naïf, Sally ha un rapporto conflittuale con la scuola ed è spesso alla ricerca del modo più facile di levarsi dai guai. È pazzamente innamorata di Linus van Pelt, che chiama "il mio scimmiottino d'oro" (my sweet baboo nell'originale) e senza essere ricambiata. Nasce con la striscia del 25 maggio 1959, dove si vede Charlie Brown ricevere la notizia al telefono dall'ospedale e poi correre fuori di casa felice. La si vede spesso intenta a scrivere improbabili temi o a parlare con l'edificio scolastico.